# Гражданская война в Республике Конго
Гражданская война в Республике Конго, которая длилась с июня 1997 года по декабрь 1999 года, велась между сторонниками двух кандидатов в президенты и завершилась вторжением ангольских войск и установлением власти Дени Сассу-Нгессо. В Конго эта война обычно известна как «Война 5 июня» (фр. Guerre du 5 juin).

## Предпосылки
В преддверии президентских выборов, намеченных на июль 1997 года, в Республике Конго усилилось противостояние между сторонниками президента Паскаля Лиссубы и бывшего президента, полковника Дени Сассу-Нгессо из КПТ. Сассу-Нгессо правил страной с 1979 по 1992 год как президент, председатель КПТ, глава правительства и по совместительству министр обороны, министр госбезопасности и министр внутренних дел. Победителем же президентских выборов 1992 года стал кандидат от Панафриканского союза за социальную демократию Паскаль Лиссуба. Период его правления характеризовался ухудшением экономического положения и крайней политической нестабильностью, результатами которой стали внутригосударственный конфликт 1993—1994 годов и формирование вооружённых молодёжных отрядов ополченцев основными политическим партиями страны из поддерживающих их этнических групп. Так были сформированы ополчения «Кобры» (КПТ), «Кокойи» (Cocoyes, ПССД) и «Ниндзя» (ДДИР).

## Военные действия
5 июня правительственные войска президента Лиссубы окружили резиденцию Сассу-Нгессо в Браззавиле. Полковник Сассу-Нгессо отдал приказ верным ему частям ополчения сопротивляться. Последовавшие 4 месяца конфликта особенно сильно сказались на столице Браззавиле — многие здания были повреждены или сильно разрушены. Военные вертолёты Лиссубы наносили удары по районам Браззавиля, контролируемым верными Сассу-Нгессо ополченцами «Кобры». Столкновения происходили также в городах Импфондо, Весо и Овандо. С самого начала конфликта одним из главных критериев определения той или иной стороны являлась этническая принадлежность. Армия также раскололась по этническому признаку: выходцы с севера страны традиционно поддерживали Сассу-Нгессо, а южане — Лиссубу.
В начале октября 1997 года ангольские войска вторглись на территорию страны, чтобы поддержать Сассу-Нгессо. Большинство браззавильцев поддержали Сассу-Нгессо и интервентов, и 14 октября президент Лиссуба бежал из столицы. В течение последующих двух дней город перешёл под контроль сил, лояльных Сассу-Нгессо. Портовый город Пуэнт-Нуар пал после незначительного сопротивления, после чего лояльные Лиссубе армейские офицеры приказали своим солдатам сложить оружие. Вскоре после этого Сассу-Нгессо объявил себя президентом и назвал имена 33-х членов нового правительства.
В январе 1998 года президент Сассу-Нгессо открыл Национальный форум для примирения, чтобы определить характер и продолжительность переходного периода. Форум, прошедший под жёстким контролем правительства, постановил, что выборы должны быть проведены в течение 3 лет, избрал органы переходной консультативной законодательной власти и объявил, что конституционным соглашением завершится работа над проектом конституции.
Однако планы переходного правительства были нарушены вооружённым выступлением сторонников бывшего президента Лиссубы. В апреле 1998 года вооруженные банды, связанные с ополчением «Кокойи», захватили гидроэлектростанцию в Буэнзе, убив несколько её работников, и прекратили подачу электроэнергии для населения Пуэнт-Нуара в течение нескольких недель. В августе 1998 года сражавшиеся на стороне Лиссубы ополченцы начали партизанскую войну в бассейне реки Конго к юго-западу от Браззавиля. В основном, они состояли из бывших ополченцев «Ниндзя». Они занимались убийствами чиновников правительства Сассу-Нгессо.
В ноябре и декабре 1999 года правительство подписало соглашение с представителями многих, хотя и не всех, повстанческих групп. Это соглашение при посредничестве президента Габона Омара Бонго призвало к последующим соглашениям и всем возможным политическим переговорам между правительством и оппозицией.

## Жертвы и ущерб
С начала войны солдаты и ополченцы обеих сторон занимались вымогательством и притеснениями гражданских лиц. Людей задерживали, избивали и убивали по причине их этнической принадлежности. Обе стороны использовали обстрел населённых районов тяжёлой артиллерией и ракетным оружием. В частности, обстрелы вертолётами Лиссубы кварталов Браззавиля привели к многим жертвам среди гражданского населения . Во время штурма Браззавиля ангольские МиГи нанесли удары по городу, что также привело к жертвам среди мирного населения. В октябре 1997 года после прихода Сассу-Нгессо к власти его ополченцы «Кобры» провели повальные обыски в столице, выискивая членов сил безопасности бывшего правительства Лиссубы, его ополченцев и политических сторонников. В результате были убиты десятки человек . «Кобры» также причастны к повальным грабежам в столице.
Новый виток насилия также в августе 1998 года привёл к новым жертвам и перекрыл экономически важный железнодорожный путь Браззавиль — Пуэнт-Нуар; вызвал большие разрушения и гибель многих людей в департаментах Браззавиль, Пул, Буэнза и Ниари и сделал сотни тысяч человек беженцами. Ответные действия правительства, в особенности ополчения «Кобры», привели лишь к эскалации насилия в мятежных департаментах Пул, Буэнза и Браззавиль. К концу года правительство потеряло контроль над южными районами страны. В военных операциях правительства начали принимать участие ополченцы-хуту, набранные в лагерях беженцев из Руанды. Им противостояли группы мятежников, поддерживавших Лиссубу, которые включали ополченцев «Кокойи» в Буэнзе, Ниари и Лекуму, ополченцев «Ниндзя» и «Нзилулу», орудовавших преимущественно в южном Пуле. С 16 по 20 декабря 1998 года в пригородах Браззавиля развернулись боевые действия между ополченцами «Ниндзя» и правительственными войсками, что привело к многочисленным жертвам и ещё большему количеству беженцев.
Тяжёлое положение также сложилось в лагерях беженцев. В октябре 1999 года критическая ситуация сложилась в западном Пуле, где для беженцев стало не хватать продовольствия и начались смерти от голода. Лагерь беженцев находился в Кинкале, административном центре департамента Пул. Помощь беженцам пришла только от организаций «Каритас», поддерживаемых ООН.

## Последствия войны

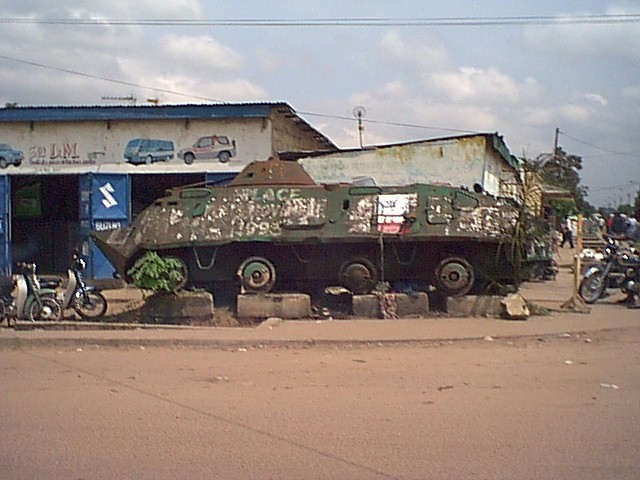
Остов БТР-60, оставшийся как напоминание о конфликте. Фотография сделана 9 марта 2004 года

В марте и июне 2002 года вновь активизировались повстанческие группы, совершив нападения сначала в департаменте Пул, а затем атаковав Браззавильский аэропорт. Боевые действия были локализованы и атаки повстанцев отбиты. Но уже в октябре возросло число атак мятежников «Ниндзя» в Пуле. Активизация боевых действий вновь привела к оттоку десятков тысяч беженцев из региона. Правительство открыло так называемые гуманитарные коридоры, чтобы дать безопасный проход для тех бывших повстанцев, кто хотел бы снова интегрироваться в общество.
В апреле 2003 года более 2000 солдат-повстанцев «Ниндзя» сдались с оружием в департаменте Пул. За этим последовало мирное соглашение, достигнутое 17 марта 2003 года между правительством лидером ополченцев «Ниндзя», преподобным Фредериком Бинтсаму. Разоруженным были гарантированы амнистии со стороны правительства. Ещё 600 мятежников «Ниндзя», по сообщениям правительства, сдались в мае 2003 года.

## Лётчики «Транс-чартер»
19 октября 1997 года, через три дня после захвата силами «Кобра» Пуант-Нуаре, в городе задержаны 16 иностранных авиаторов. У 11 человек выявлены советские загранпаспорта старого образца. Позднее выяснилось, что 6 из них — жители Казани. Они работали на самолёте Ан-24 лётного отряда Казанского моторостроительного ПО, арендованного московской авиакомпанией «Транс-чартер» (находился в Конго с 1 июля 1997 года, будучи единственным в отряде экипажем за границей). Россияне работали по контракту с иностранной авиакомпанией. По одним данным это была конголезская Transair Congo, по другим — французская «Аэрлин». Задержанных подозревали в перевозках оружия для нужд сторонников Лиссубы. Позже им предъявили обвинение в торговле оружием и в пилотировании вертолётов, которые бомбили Браззавиль.
Министр иностранных дел РФ Евгений Примаков поручил направить в страну специального представителя, чтобы добиться освобождения соотечественников. Эта миссия была поручена директору департамента Африки Михаилу Бочарникову. Вопросами освобождения занималось посольство в ДР Конго (посольство в РК к тому времени эвакуировалось), поддержку оказывали французские дипломаты. Подключили и дипмиссию в Анголе, поскольку страна была союзницей ополченцев «Кобры». Бочарников решил сделать особый упор именно на взаимодействии с Анголой, обосновывая это обширным сотрудничеством в советские годы. В ноябре удалось добиться освобождения пленников. Сперва на родину вернулись 9 человек: Олег Пучков, Александр Михайлов, Фарид Сабиров, Александр Лазарев, Вадим Лаптев, Сергей Васюхин, Александр Тарасов, Игорь Никитин и Владимир Воропаев. Позже освободили и оставшихся двоих — командира одного из экипажей Михаила Благосклонного и техника Константина Яцкевича.
Издание «Коммерсантъ» сравнила инцидент с захватом в 1995 году талибами самолёта Ил-76. Предположительно конголезские боевики стремились, как и в своё время афганские, извлечь выгоду: посредством торгов вокруг выдачи пленников завязать контакты с представителями многих стран мира.